# حزب الأمة المصرية
هو حزب سياسي أسسه الشيخ حازم صلاح أبو إسماعيل يتبنى الشريعة الإسلامية كمصدر وحيد للتشريع لخوض  الانتخابات البرلمانية القادمة في مصر، يصنفه بعض المراقبين على أنه حزب سلفي التوجه كما أن كثير من أعضائه هم من المستقيلين عن حزب النور السلفي.